# Знаменский храм (Тверь)
Церковь ико́ны Бо́жией Ма́тери «Знаме́ние» — утраченный православный храм в Твери. Располагался в Знаменском (Свободном) переулке в центральной части города.

## История
Деревянная Знаменская церковь известна с начала 18 века. В 1736 году деревянный храм сгорел церковь, в 1730—1740 годах на его месте был построен каменный. Активное участие в его строительстве приняли тверские купцы И. С. Протопопов и В. И. Янковский.
Церковь сильно пострадала при пожаре 1763 года, её даже собирались упразднить, но в 1790-х годах несколько прихожан отремонтировали храм. В 1822 году тверской губернатор Николай Сергеевич Всеволожский спросил разрешение архиепископа на перестройку паперти храма. Разрешение было получено, но строительство паперти продолжалось два десятилетия и завершилось только в 1844 году.
После ремонта 1850 года в Знаменской церкви появился новый придел — в честь Александра Невского и Михаила Тверского. В 1875 году на средства купца В. В. Светогорова в храме был установлен новый иконостас, в 1890 году — новый престол «металлический посеребрённый и местами позолоченный».
Храм был разрушен в годы Великой Отечественной войны, на его месте построена Тверская библиотека имени Горького. В проект главного входа библиотеки органично были вписаны уцелевшие стены портика храма.

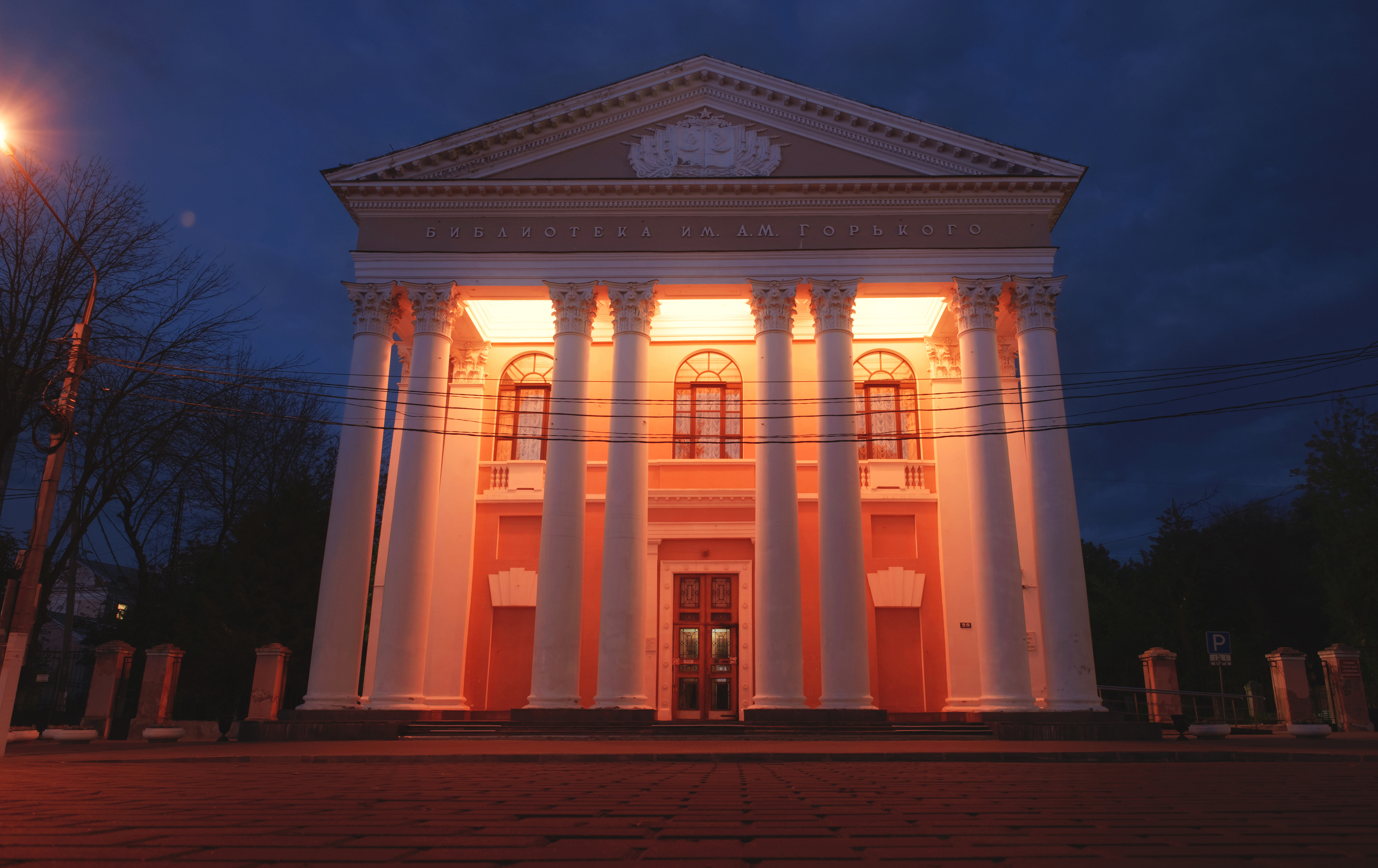
Тверская областная универсальная научная библиотека им. А. М. Горького в Свободном переулке.